# Annisette Koppel
Annisette Koppel, född Hansen 29 augusti 1948 i Gram, är en dansk sångerska. Hon är frontfigur i rockbandet Savage Rose sedan 1968. Hon är mor till musikerna Billie Koppel och Naja Rosa Koppel.
Koppel är dotter till servitören Finn Hansen (1910-1977) och revydansösen Rita Kuni Andersen (1919-1987), samt yngre syster till barnskådespelaren Rudi Hansen. Tillsammans med modern och systern uppträdde Koppel runt om i Danmark på marknader och nöjesfält. Koppel hade under 1950-talet statistroller i flera danska familjefilmer. Efter folkskolan utbildade hon sig till fönsterdekoratör och sjöng i gruppen Dandy Swingers 1965-1968. Hon gick sedan med i rockgruppen Savage Rose 1968, som bildats ett år tidigare av bröderna Anders och Thomas Koppel. De fick betydande framgångar och skrev bl.a. musiken till Flemming Flindts ballet Dødens triumf (1971). De fick även framgångar i USA, men avsade sig möjligheterna till en internationell karriär efter att deras skivbolag uppmanat dem att uppträda för de amerikanska styrkorna i Vietnam. Både Annisette Koppel och hennes sambo Thomas Koppel var övertygade socialister och var bl.a. medlemmar i Danmarks Kommunistiske Parti/Marxister-Leninister (DKP/ML). De har ofta uppträtt i samband med demonstrationer. De har även uppträtt i palestinska flyktingläger och i partisanbaser i Libanon samt vid manifestationer i Filippinerna och Turkiet.
Koppel mottog Danske Jazz, Beat og Folkemusik Autorers hederspris 1996.

## Filmer
- Far til fire (1953)
- Fløjtespilleren (1953)
- Far til fire i sneen (1954)
- Bruden fra Dragstrup (1955)
- Kristiane af Marstal (1956)
- Far til fire i byen (1956)
- Far til fire og onkel Sofus (1957)

## Diskografi
- Se Savage Rose